# Район Мідорі (Саґаміхара)
35°35′45″ пн. ш. 139°20′41″ сх. д. / 35.59583° пн. ш. 139.34472° сх. д.
Райо́н Мідо́рі (яп. 緑区, みどりく, МФА: [mʲidoɾʲi ku̥], «Зелений район») — район міста Саґаміхара префектури Канаґава в Японії. Станом на 1 квітня 2009 площа району становила 253,81 км². Станом на 1 липня 2011 населення району становило 177 106 осіб.